# Chlorurus microrhinos
 Chlorurus microrhinos és una espècie de peix de la família dels escàrids i de l'ordre dels perciformes.

## Morfologia
Els mascles poden assolir els 70 cm de longitud total.

## Distribució geogràfica
Es troba des de Bali i les Filipines fins a les Illes de la Línia, Pitcairn i les Illes Ryukyu.